# Végső állomás 4.
A Végső állomás 4. (eredeti cím: The Final Destination) 2009-ben bemutatott amerikai horrorfilm, amelyet Eric Bress forgatókönyvéből David R. Ellis rendezett. A Végső állomás-filmsorozat negyedik része. A főbb szerepekben Bobby Campo, Shantel VanSanten és Mykelti Williamson látható. 
A Végső állomás 3. kereskedelmi sikere után egy negyedik filmet is tervbe vettek, amit 3D-ben készítettek. A forgatókönyv olyannyira lenyűgözte Craig Perry producert és a New Line Cinemát, hogy zöld utat adtak a negyedik résznek. A stúdió vezetői a Végső állomás 2. (2003) elkészítése miatt Ellis-t választották a visszatérésre, aki végül a 3D miatt vállalta el a feladatot. A forgatás 2008 márciusában kezdődött, és ugyanazon év májusának végén fejeződött be.
Az Amerikai Egyesült Államokban 2009. augusztus 28-án került a mozikba a Warner Bros. Pictures és a New Line Cinema forgalmazásában. Magyarországon 2009. szeptember 10-én mutatta be InterCom Zrt.. Ez volt az első film a sorozatban, amelyet HD 3D-ben forgattak, és 2025-től a legnagyobb bevételt hozó Végső állomás-film, 187,4 millió dolláros bevételével világszerte. Általánosságban negatív véleményeket kapott a kritikusoktól. Az ötödik film, a Végső állomás 5. 2011 augusztusában jelent meg.

## Cselekmény
Nick O'Bannon főiskolai hallgató barátnőjével, Lori Milligannel és barátaikkal, Hunt Wynorski-val és Janet Cunninghammel nézi az autóversenyt a McKinley Speedway-en a tanulmányi szünet alatt. Nicknek előérzete van a versenypálya balesetéről, ahogy a törmelék a lelátóra esik, és lerombolja azt. A férfi pánikba esik, ami miatt verekedésbe keveredik, ezért a barátaival Carter Daniels rasszista vontatósofőrrel, Samantha Lane édesanyával, Andy Kewzer szerelővel és annak barátnőjével Nadia Monroy-al, valamint George Lanter biztonsági őrrel együtt távozásra kényszerül. A katasztrófa valóban bekövetkezik, aminek következtében egy kóbor kerék kirepül a stadionból, és lefejezi Nadiát.

Nick, Lori és Hunt a McKinley Speedway lelátón

Aznap éjjel Cartert a vontatóautójának lánca magával rántja, és a lánc súrlódása miatt élve elég. Másnap egy fűnyíró áthalad egy kövön, amely Samantha jobb szemébe lövődik. Miután utánanéz a speedway-i katasztrófáknak, Nick meg van győződve arról, hogy amióta túlélték, az előérzetének köszönhetően a halál abban a sorrendben öli meg őket, ahogyan ott meghaltak volna. George engedélyével Nick és Lori átnézik a katasztrófáról készült biztonsági felvételeket, hogy azonosítsák a következő áldozatot. Látva, miszerint Andy a következő, figyelmeztetik őt, de hirtelen egy szén-dioxid tartály a fémrácsos kerítésbe löki.
Nick úgy sejti, Janet és Hunt a következő, ezért összefog a többi túlélővel, hogy megmentsék őket. George és Lori megmentik Janet-et a haláltól egy autómosóban, Nicknek viszont nem sikerül megmentenie Huntot attól, hogy egy medence lefolyócsöve kibelezze. George megadja magát a halálnak, és megpróbál öngyilkosságot elkövetni, de a halál szabotálja a kísérletét. Nick megtudja, hogy egy másik túlélő, Jonathan Groves nemrég került elő a romok alól, de az előérzetében úgy emlékszik, mintha meghalt volna. Nick és George Jonathan megmentésére sietnek, és arra is rájönnek, George azért nem tudott öngyilkosságot elkövetni, mert nem ő volt a soros.
A kórházban nem sikerül megakadályozniuk, hogy Jonathan-ra ráessen egy túlcsorduló fürdőkád az emeletről. Az épületből kilépve George-ot elgázolja egy száguldó mentőautó. Nick gyanítja, hogy Lori és Janet veszélyben van, ezért a bevásárlóközpont mozijába siet. Lori is látja az előjeleket, de nem sikerül meggyőznie Janetet a távozásra. Janetet a mozi mögötti terem felrobbanása után a képernyőről kilőtt lövedékek ölik meg. A robbanás elborítja a bevásárlóközpontot, és amikor Lori és Nick megpróbálnak távozni, Lorit elragadja a mozgólépcső fogaskereke. Nick rájön, Jonathan halála után minden csak egy előérzet volt; nem tudja megmenteni George-ot, de sikerül megakadályoznia a pláza felrobbanását.
Két héttel később Nick, Lori és Janet újra összejönnek egy kávézóban. Nick úgy érzi, nem változtattak semmit, és a halál azt tervezte, hogy a megfelelő időben találkoznak a kávézóban. Mielőtt reagálhatnának, egy teherautó belekanyarodik a kávézóba, és megöli mindhármukat.

## Szereplők
| Szerep           | Színész             | Magyar hang          |
| ---------------- | ------------------- | -------------------- |
| Nick O'Bannon    | Bobby Campo         | Csík Csaba Krisztián |
| Lori Milligan    | Shantel Van Shanten | Bogdányi Titanilla   |
| George Lanter    | Mykelti Williamson  | Zöld Csaba           |
| Hunt Wynorski    | Nick Zano           | Zámbori Soma         |
| Janet Cunningham | Haley Webb          | Nádasi Veronika      |
| Samantha Lane    | Krista Allen        | Csondor Kata         |
| Andy Kewzer      | Andrew Fiscella     | Czvetkó Sándor       |
| Carter Daniels   | Justin Welborn      | Epres Attila         |
| Jonathan Groves  | Jackson Walker      | Damu Roland          |
| Nadia Monroy     | Stephanie Honore    |                      |
| Cynthia Daniels  | Lara Grice          | Sági Tímea           |

## A film készítése
A Végső állomás 3. sikere után, amelyet eredetileg 3D-ben terveztek bemutatni, Eric Bress írt egy forgatókönyvet, ami elég jó benyomást tett Craig Perry producerre és a Warner Bros.-ra ahhoz, hogy zöld utat adjanak a negyedik Végső állomás résznek. James Wong volt a rendező, de a Dragonball: Evolúció című filmmel kapcsolatos ütemezési problémák miatt úgy döntött, kiszáll. A stúdió vezetői a Végső állomás 2.-n végzett munkája miatt David R. Ellis visszatérése mellett döntöttek. Ő a 3D-s változat miatt fogadta el a megbízást. A 3D-vel kapcsolatban Perry elmondta, hogy szeretné, ha mélységet adna a filmnek, és nem csak „valami négypercenkénti hirtelen felbukkanást”.
Bár a forgatás Vancouverben zajlott volna, ahol az előző három filmet is forgatták, Ellis meggyőzte a producereket, inkább New Orleansban forgassanak, hogy üzletet hozzanak a városba, mivel a költségvetés már így is nagy volt. A „McKinley Speedway” nyitó baleseti jelenetét az alabamai Irvingtonban található Mobile International Speedway-en vették fel. A forgatás 2008 márciusában kezdődött és ugyanabban az évben május végén ért véget. A felvételek újraforgatása 2009 áprilisában zajlott a Universal Studios Floridában.

### Bevételi adatok
A USA Today és a Newsday szerint A végső állomás az észak-amerikai jegypénztárak élén debütált, megelőzve Rob Zombie Halloween 2. című filmjét, 28,3 millió dollárt hozva az első hétvégén. Az Egyesült Királyságban is a kasszasikerlista élére került. A film két hétig maradt az első helyen Észak-Amerikában, és ezzel a sorozat első olyan filmje lett, amely a kasszasikerlista élén végzett. 2009. szeptember 11-én alig több mint egymillió dollárt szerzett, és a 7. helyre esett vissza. A film belföldön 66,4 millió dolláros, külföldön 119,3 millió dolláros bevételt hozott, világszerte összesen 187,4 millió dollárt gyűjtött, így a franchise legnagyobb bevételt hozó filmje lett.

## Fogadtatás
A Rotten Tomatoes weboldalon 28%-os értékelést kapott 98 kritika alapján, az átlagos értékelése 4,1 pont a 10-ből. Az oldal szöveges összefoglalója szerint: „Az előző részek találékonyságából kevés maradt meg, a Végső állomás egy kiszámítható, eldobható horrorfilm.” A Metacritic oldalán a film 100-ból 30 kapott (14 kritika alapján), ami „általánosságban kedvezőtlen kritikát” eredményezett. A CinemaScore által megkérdezett közönség átlagosan C osztályzatot adott a filmnek egy A+-tól F-ig terjedő skálán.
Jordan Mintzer a Variety magazintól azt írta: „A véres vérengzések sorával, amelyet a 3D csak minimálisan javít, és egy olyan kidolgozott cselekménnyel, mint egy szöveges üzenet, a Végső állomás talán végleg megkongatja a New Line majdnem halhatatlan horrorfranchise-ának halálos ítéletét.” Kirk Honeycutt, a The Hollywood Reporter munkatársa szerint: „Az új trükk itt az, hogy az összes repülő testrész és abszurd felnyársalás 3D-ben érkezik. És ez a leginspirálóbb, amit ebben a részben láthatunk. A történet és a karakterek háttérbe szorulnak, mivel az arénában csak a haláljeleneteknek van hely.”
2022 januárjában Stephen Rosenberg, a MovieWeb munkatársa a franchise filmjeit a legrosszabbtól a legjobbig rangsorolta, és a filmsorozat legrosszabbjának ezt a részt tartja. Rosenberg szerint inkább egy „straight-to-video vagy a 2000-es évek eleji SyFy eredeti filmhez” hasonlított. Rosenberg azt is elmondta, hogy egyik színész sem volt megjegyezhető, és a párbeszédek „tele voltak meta 3D-s filmreklámokkal”.